# エレファント・マン (映画)
『エレファント・マン』（The Elephant Man）は、1980年制作のイギリス・アメリカ合作映画 。19世紀のイギリスで「エレファント・マン」と呼ばれた青年ジョゼフ・メリックの半生を描く。デヴィッド・リンチ監督、脚本。メル・ブルックスがプロデューサーとして参加している。
1981年アボリアッツ国際ファンタスティック映画祭グランプリ受賞。アカデミー賞では最優秀作品賞、主演男優賞など8部門にノミネートされた。
メリックを発見し研究したトリーヴス医師を大叔父とする俳優フレデリック・ウィリアム・トリーヴスが、市会議員役で登場する。
映画ではジョゼフ・メリックのファーストネームが「ジョン」に改変されている。
1981年の日本での興行収入一位を記録。

## ストーリー
19世紀のロンドン。生まれつき身体の強度の奇形により、稀にみる外観のため「エレファント・マン」として見世物小屋に立たされていた青年、ジョン・メリック（ジョン・ハート）。肥大した頭蓋骨は額から突き出、体の至るところに腫瘍があり、歪んだ唇からは明瞭な発音はされず、歩行も杖が無ければ困難という悲惨な状態だった。
ある日、彼を見世物小屋で見かけた外科医、フレデリック・トリーヴス（アンソニー・ホプキンス）は興味を覚え、研究したいという理由で持ち主のバイツ（フレディ・ジョーンズ）から引き取り、病院の屋根裏部屋で彼の様子を見ることになる。
当初、トリーヴス医師はジョンには知能にも遅れがあると判断していた。それでもトリーブスはジョンに聖書の何節かを聞かせるなどの対応をしていた。あるときジョンがまだ教わっていないはずの聖書の説を暗唱していることに気づく。それによりジョンの知能には遅れがなかったこと、さらに芸術を愛する美しい心の持ち主だということに気付く。当初は他人に対し怯えたような素振りを見せるジョンだったが、トリーヴスや舞台女優のケンドール夫人（アン・バンクロフト）と接するうちに心を開いていく。
やがてジョンの存在がマスコミによって広く世間に知られることとなる。トリーヴスや病院長、師長などの加護により病院内で平穏に暮らしていたが、外出先で悲劇が起きることとなる。

## キャスト
| 役名                             | 俳優                     | 日本語吹替                         |
| 役名                             | 俳優                     | TBS版                              |
| -------------------------------- | ------------------------ | ---------------------------------- |
| ジョン・メリック                 | ジョン・ハート           | 国広富之                           |
| フレデリック・トリーヴス         | アンソニー・ホプキンス   | 田中信夫                           |
| カー・ゴム院長                   | ジョン・ギールグッド     | 渥美国泰                           |
| ケンドール夫人                   | アン・バンクロフト       | 阿部寿美子                         |
| バイツ（モデルはトム・ノーマン） | フレディ・ジョーンズ     | 熊倉一雄                           |
| 寮母                             | ウェンディ・ヒラー       | 文野朋子                           |
| 夜警のジム                       | マイケル・エルフィック   | 渡部猛                             |
| トリーヴス夫人                   | ハンナ・ゴードン         | 榊原良子                           |
| アレクサンドラ妃                 | ヘレン・ライアン         | 山田礼子                           |
| フォックス                       | ジョン・スタンディング   | 宮田光                             |
| バイツの連れている少年           | デクスター・フレッチャー |                                    |
| メリックの看護師ノーラ           | レスリー・ダンロップ     | 玉川砂記子                         |
| メリックの母                     | フィービー・ニコルズ     | 吉田理保子                         |
| 辻馬車御者                       | ロイ・エヴァンス         | 仲木隆司                           |
| 牛乳配達                         | アルフィ・カーティス     | 幹本雄之                           |
| ブロードネック                   | ヒュー・マニング         | 平林尚三                           |
| ウォディントンの貴婦人           | キャスリーン・バイロン   | 竹口安芸子                         |
| ウォディントンの領主             | ジェラルド・ケース       | 長堀芳夫                           |
| 見世物小屋の小人                 | ケニー・ベイカー         |                                    |
| 不明 その他                      |                          | 楠正道 福士秀樹 菊池英博 池田真    |
|                                  |                          |                                    |
| 演出                             | 演出                     | 中野寛次                           |
| 翻訳                             | 翻訳                     | 木原たけし                         |
| 効果                             | 効果                     | TFCグループ                        |
| 調整                             | 調整                     | 前田仁信                           |
| 制作                             | 制作                     | 東北新社                           |
| 解説                             | 解説                     | 荻昌弘                             |
| 初回放送                         | 初回放送                 | 1982年10月1日 『月曜ロードショー』 |

※KADOKAWA発売の新盤Blu-ray Discに日本語吹替収録。

## 日本での公開
当時デイヴィッド・リンチは日本では全く無名。買い付けした東宝東和の宣伝部も出演者はアンソニー・ホプキンスしか知らず。しかもモノクロ。プロデューサーとしてメル・ブルックスが名を連ねていることだけが救いの映画だった。すると今野雄二から「ロンドンでこの戯曲の主役がデヴィッド・ボウイなんだ」という情報を得た。ネットの普及前で海外情報はほとんど入らず。宣伝部が試写を観て、当時の宣伝部長が「これは当たる！」と断言し、宣伝活動が始まった。劇中にもエレファント・マンを見ようと観客が押し寄せるシーンがあるが、これが観客の心理と同じだろうと宣伝部長が判断し、「エレファント・マンの顔を絶対に見せるな」と指示が出た。アメリカの権利元から送られてきたのは、汽船に乗る覆面を被ったジョン・メリックの写真1枚で、これがとても印象的だったため、これを宣伝のキービジュアルにした。その後、宣伝広告用のスチル写真が本国から一式届いたが、この中に素顔のエレファント・マンが病室にいる写真が混じっていた。どの媒体にもイメージを崩さないようにメイン写真を1点だけ渡していたが、どこからか漏れて土壇場で『ぴあ』の新作情報ページに素顔のエレファント・マンの写真と「デヴィッド・ボウイの芝居が映画化された」と掲載されてしまった。デヴィッド・ボウイとイメージが結びつかないこともあってその事実も封切まで隠すつもりだったという。

## テレビ放映
1982年に「月曜ロードショー」で放送された際、視聴率26%を記録した。これは同年の洋画放送視聴率の一位である。解説をした荻昌弘は「接するすべての人が、みなどんな地金で生きているのか、どんな人間の本音で生きているのか、それをむき出しにされてしまう、そういった力を持っていた人だったのだと思います。この映画はつくづくそれを教えてくれます」と語っている。

## 再上映
2020年7月10日より、4K修復版が東京新宿ピカデリーほか全国で公開された。